# Eerik Siikasaari

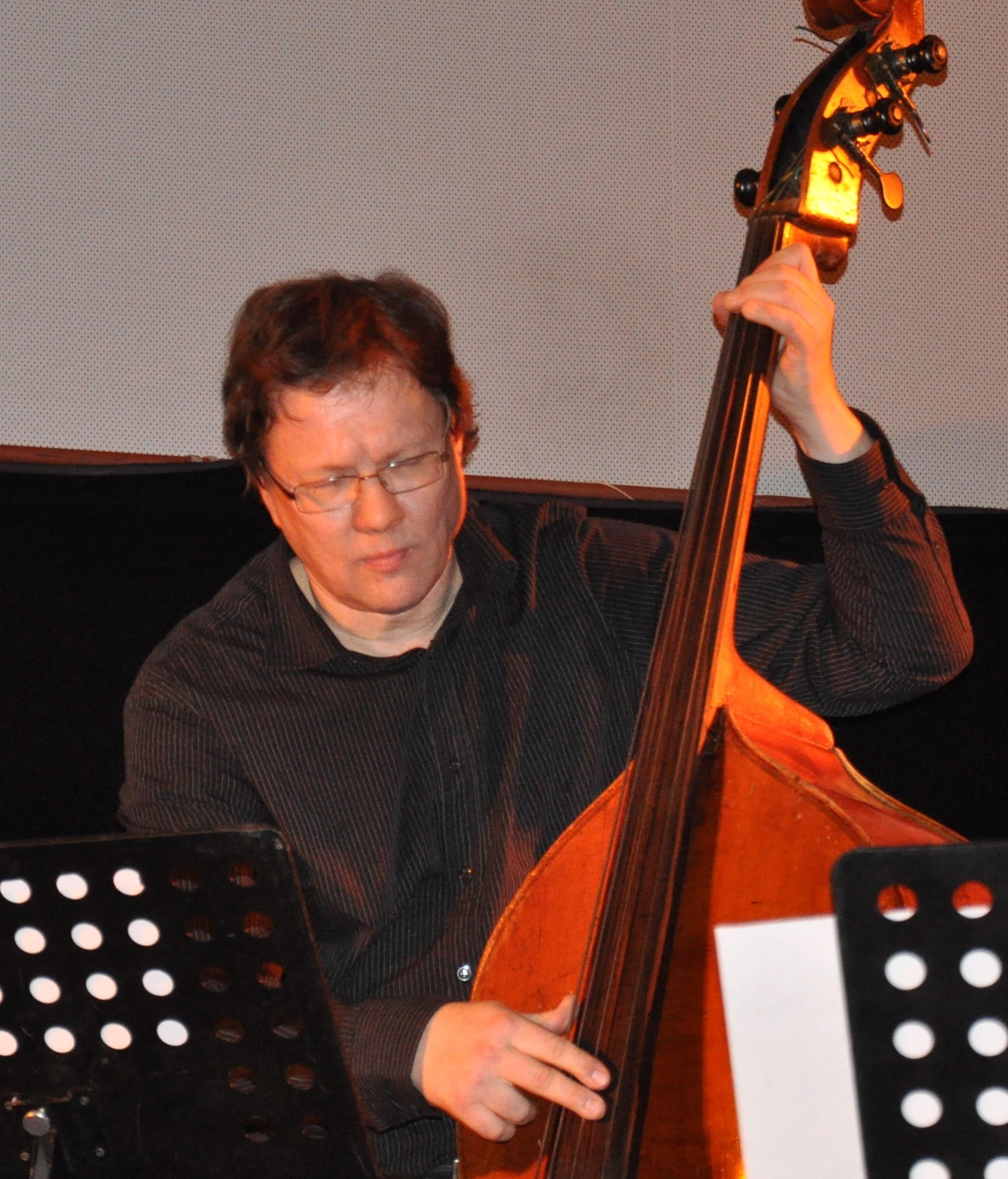
Eerik Siikasaari in 2009.

Eerik Siikasaari (8 oktober 1957) is een Finse jazz-contrabassist.
Siikasaari studeerde aan Sibelius Academy en Oulunkylä Conservatorium. Sinds de oprichting in 1980 is hij bassist in de Espoo Big Band. Van 1988 tot het einde in 2008 was hij lid van het Trio Töykeät. Verder maakte hij deel uit van onder meer een groep van Jukka Linkola en speelde hij mee op albums van bijvoorbeeld Kaj Chydenius, Karelia, Seppo Paakkunainen en Piirpauke. Siikasaari is in Finland een veelgevraagde studiomuzikant.  
In 1995 kreeg hij de Georgie Jazz-award (een Finse jazzprijs) en enkele keren werd hij uitgeroepen tot bassist van het jaar in zijn land.

## Discografie (selectie)
Trio Töykeät:
- G'day, EmArcy, 1993
- Jazzlantis, EmArcy, 1995
- Sisu, Polygram, 1997
- Kudos, Universal Music, 2000
- High Standards, Blue Note, 2003
- Wake, Blue Note, 2005
- One Night in Tampere, Blue Note, 2007

Espoo Big band:
- Live in Montreux II, Polydor, 1984
- Live in  Australia, eigen beheer bigband, 1998

Karelia:
- Karelia, Bluebird, 1986
- Ex Etno, IMU-Inkoon Musiiki, 2005

als sideman:
- Kanteletar (album van Paroni Paakkunainen), Indigenous Records, 1980
- Koli (album van Piirpauke), Rockadillo Re4cords, 2010

- Gemeinsame Normdatei: 135482402
- International Standard Name Identifier: 0000 0000 5874 5620
- MusicBrainz: 28fa1b8d-2b17-4e8c-b373-33b116ceda6b
- Virtual International Authority File: 80213322
- WorldCat: E39PBJfrGjdrRtFWmdPTDkjHmd